# Kibitzensee
Der Kibitzensee ist ein verlandendes Stillgewässer in der Gemarkung Geißelhardt der Gemeinde Mainhardt im Landkreis Schwäbisch Hall im nordöstlichen Baden-Württemberg.

## Lage und Beschreibung
Der Kibitzensee liegt auf der Stubensandstein-Hochfläche (Löwenstein-Formation) des Unterraums Hinterer Mainhardter Wald des Mainhardter Waldes im Naturraum der Schwäbisch-Fränkischen Waldberge auf einer Höhe von etwa 476 m ü. NHN. Zwischen dem Dorf Geißelhardt im Süden und den zugehörigen Weilern Dürrnast im Nordosten und Streithag im Nordwesten liegt er im nördlichen Teil der Waldinsel Häule am Waldrand, ist aber ringsum von Bäumen umstanden.
Der wegen seiner starker Verlandung eher Tümpel zu nennende See mit etwa 7 Ar Fläche, einer Länge von etwa 25 Metern und einer Breite von etwa 40 Metern ist vermutlich aus einem aufgelassenen Fischteich entstanden. Er ist überwiegend wenig tief, hat meist flache Ufer, hat nur episodisch Zufluss durch einen von Westen zulaufenden Graben und auch keinen offenen Abfluss. Das Wasser seines nur kleinen Einzugsgebietes fließt über den Kibitzenseebach südwärts zum Benzenbach, einen Zufluss der oberen Brettach.
Der kleine See wird von den ihn umstehenden Bäumen beschattet, Teile von ihm sind mit Wasserlinsen bedeckt. An manchen Stellen bildet sich auf dem Grund Faulschlamm, anderswo liegen abgefallene Äste in ihm. Am Ufer steht teilweise Röhricht, anderswo dringt Buschwerk in das Gewässer vor, auch wachsen Seggenflächen in den See hinein.
See und Uferbereich stehen seit 1985 als Naturdenkmal (ND-Kennung: 81270520012) unter Schutz.

### LUBW
Amtliche Online-Gewässerkarte mit passendem Ausschnitt und den hier benutzten Layern: Hollersee und Umgebung

Allgemeiner Einstieg ohne Voreinstellungen und Layer: Daten- und Kartendienst der Landesanstalt für Umwelt Baden-Württemberg (LUBW) (Hinweise)
1. ↑  
Höhe nach dem Höhenlinienbild auf dem Hintergrundlayer Topographische Karte.
2. ↑  
Seefläche nach dem Layer Stehende Gewässer.
3. 1 2  
Dimensionen abgemessen auf dem Hintergrundlayer Topographische Karte.
4. ↑  
Einzugsgebiet abgemessen auf dem Hintergrundlayer Topographische Karte.
5. ↑  
Natur teilweise nach dem Layer Biotop.
6. ↑  
Schutzgebiete nach den einschlägigen Layern.

### Andere Belege
1. ↑  
Geologie nach den Layern zu Geologische Karte 1:50.000 auf: Mapserver des Landesamtes für Geologie, Rohstoffe und Bergbau (LGRB) (Hinweise)
2. ↑  
Wolf-Dieter Sick: Geographische Landesaufnahme: Die naturräumlichen Einheiten auf Blatt 162 Rothenburg o. d. Tauber. Bundesanstalt für Landeskunde, Bad Godesberg 1962. → Online-Karte (PDF; 4,7 MB)